# فورتوناتو تشيرلينو
فورتوناتو تشيرلينو هو ممثل إيطالي ولد في 17 يونيو 1971.

## روابط خارجية
فورتوناتو تشيرلينو على موقع IMDb (الإنجليزية)
- فورتوناتو تشيرلينو على موقع ألو سيني (الفرنسية)
- فورتوناتو تشيرلينو على موقع قاعدة بيانات الفيلم (الإنجليزية)
- فورتوناتو تشيرلينو على موقع كينوبويسك (الروسية)